# 尼科斯·帕帕斯
尼古劳斯·“尼科斯”·帕帕斯（希臘語：Νικόλαος "Νίκος" Παππάς，1990年7月11日—），希臘籃球運動員，在場上的位置是控球後衛或得分後衛，現在效力於希臘籃球甲級聯賽球隊帕納辛奈克斯籃球俱樂部。他也代表希臘國家籃球隊參賽，參加了2014年籃球世界杯的比賽。